# Gran Premi d'Espanya del 2012
El Gran Premi d'Espanya de Fórmula 1 de la temporada 2012 s'ha disputat al Circuit de Montmeló, de l'11 al 13 de maig del 2012.

## Resultats de la qualificació
| Pos                                    | No | Pilot              | Constructor           | Part 1   | Part 2   | Part 3       | Sortida |
| -------------------------------------- | -- | ------------------ | --------------------- | -------- | -------- | ------------ | ------- |
| EX                                     | 4  | Lewis Hamilton     | McLaren-Mercedes      | 1:22.583 | 1:22.465 | 1:21.707     | 242     |
| 1                                      | 18 | Pastor Maldonado   | Williams-Renault      | 1:23.380 | 1:22.105 | 1:22.285     | 1       |
| 2                                      | 5  | Fernando Alonso    | Ferrari               | 1:23.276 | 1:22.862 | 1:22.302     | 2       |
| 3                                      | 10 | Romain Grosjean    | Lotus F1 Team-Renault | 1:23.248 | 1:22.667 | 1:22.424     | 3       |
| 4                                      | 9  | Kimi Räikkönen     | Lotus F1 Team-Renault | 1:23.406 | 1:22.856 | 1:22.487     | 4       |
| 5                                      | 15 | Sergio Pérez       | Sauber-Ferrari        | 1:24.261 | 1:22.773 | 1:22.533     | 5       |
| 6                                      | 8  | Nico Rosberg       | Mercedes GP           | 1:23.370 | 1:22.882 | 1:23.005     | 6       |
| 7                                      | 1  | Sebastian Vettel   | Red Bull-Renault      | 1:23.850 | 1:22.884 | Sense temps4 | 7       |
| 8                                      | 7  | Michael Schumacher | Mercedes GP           | 1:23.757 | 1:22.904 | Sense temps4 | 8       |
| 9                                      | 14 | Kamui Kobayashi    | Sauber-Ferrari        | 1:23.386 | 1:22.897 | Sense temps3 | 9       |
| 10                                     | 3  | Jenson Button      | McLaren-Mercedes      | 1:23.510 | 1:22.944 |              | 10      |
| 11                                     | 2  | Mark Webber        | Red Bull-Renault      | 1:23.592 | 1:22.977 |              | 11      |
| 12                                     | 11 | Paul di Resta      | Force India-Mercedes  | 1:23.852 | 1:23.125 |              | 12      |
| 13                                     | 12 | Nico Hülkenberg    | Force India-Mercedes  | 1:23.720 | 1:23.177 |              | 13      |
| 14                                     | 17 | Jean-Éric Vergne   | Toro Rosso-Ferrari    | 1:24.362 | 1:23.265 |              | 14      |
| 15                                     | 16 | Daniel Ricciardo   | Toro Rosso-Ferrari    | 1:23.906 | 1:23.442 |              | 15      |
| 16                                     | 6  | Felipe Massa       | Ferrari               | 1:23.886 | 1:23.444 |              | 16      |
| 17                                     | 19 | Bruno Senna        | Williams-Renault      | 1:24.981 |          |              | 17      |
| 18                                     | 21 | Vitali Petrov      | Caterham-Renault      | 1:25.277 |          |              | 18      |
| 19                                     | 20 | Heikki Kovalainen  | Caterham-Renault      | 1:25.507 |          |              | 19      |
| 20                                     | 25 | Charles Pic        | Marussia-Cosworth     | 1:26.582 |          |              | 20      |
| 21                                     | 24 | Timo Glock         | Marussia-Cosworth     | 1:27.032 |          |              | 21      |
| 22                                     | 22 | Pedro de la Rosa   | HRT-Cosworth          | 1:27.555 |          |              | 22      |
| Temps per la regla del 107% : 1:28.363 |    |                    |                       |          |          |              |         |
| 23                                     | 23 | Narain Karthikeyan | HRT-Cosworth          | 1:31.122 |          |              | 231     |
| Font:                                  |    |                    |                       |          |          |              |         |

^1  — Narain Karthikeyan no va fer un temps necessari per superar la regla del 107% però els comissaris li van permetre prendre part de la sortida.
^2  — Lewis Hamilton, amb un temps de 1:21.707 tenia la pole position,però va ser exclòs i eliminats els seus temps de qualificació per aturar-se a la pista per no quedar-se sense la benzina necessària per fer les proves de control.
^3  — Kamui Kobayashi no va prendre part de la Q3 per una pèrdua de pressió hidràulica.
^4  — Michael Schumacher i Sebastian Vettel no van completar cap volta sencera a la Q3 per preservar els seus pneumàtics de cara a la cursa.

## Resultats de la Cursa
| Pos   | No | Pilot              | Constructor           | Voltes | Temps / Retirada | Pos.Sortida | Punts |
| ----- | -- | ------------------ | --------------------- | ------ | ---------------- | ----------- | ----- |
| 1     | 18 | Pastor Maldonado   | Williams-Renault      | 66     | 1h 39' 09. 145   | 1           | 25    |
| 2     | 5  | Fernando Alonso    | Ferrari               | 66     | + 3.195 s        | 2           | 18    |
| 3     | 9  | Kimi Räikkönen     | Lotus F1 Team-Renault | 66     | + 3.884 s        | 4           | 15    |
| 4     | 10 | Romain Grosjean    | Lotus F1 Team-Renault | 66     | + 14.799 s       | 3           | 12    |
| 5     | 14 | Kamui Kobayashi    | Sauber-Ferrari        | 66     | + 1' 04.641 min. | 9           | 10    |
| 6     | 1  | Sebastian Vettel   | Red Bull-Renault      | 66     | + 1' 07.576 min. | 7           | 8     |
| 7     | 8  | Nico Rosberg       | Mercedes GP           | 66     | + 1' 17.919 min. | 6           | 6     |
| 8     | 4  | Lewis Hamilton     | McLaren-Mercedes      | 66     | + 1' 18.140 min. | 24          | 4     |
| 9     | 3  | Jenson Button      | McLaren-Mercedes      | 66     | + 1' 25.246 min. | 10          | 2     |
| 10    | 12 | Nico Hülkenberg    | Force India-Mercedes  | 65     | + 1 Volta        | 13          | 1     |
| 11    | 2  | Mark Webber        | Red Bull-Renault      | 65     | + 1 Volta        | 11          |       |
| 12    | 17 | Jean-Éric Vergne   | Toro Rosso-Ferrari    | 65     | + 1 Volta        | 14          |       |
| 13    | 16 | Daniel Ricciardo   | Toro Rosso-Ferrari    | 65     | + 1 Volta        | 15          |       |
| 14    | 11 | Paul di Resta      | Force India-Mercedes  | 65     | + 1 Volta        | 12          |       |
| 15    | 6  | Felipe Massa       | Ferrari               | 65     | + 1 Volta        | 16          |       |
| 16    | 20 | Heikki Kovalainen  | Caterham-Renault      | 65     | + 1 Volta        | 19          |       |
| 17    | 21 | Vitali Petrov      | Caterham-Renault      | 65     | + 1 Volta        | 18          |       |
| 18    | 24 | Timo Glock         | Marussia-Cosworth     | 64     | + 2 Voltes       | 21          |       |
| 19    | 22 | Pedro de la Rosa   | HRT-Cosworth          | 63     | + 3 Voltes       | 22          |       |
| Ret   | 15 | Sergio Pérez       | Sauber-Ferrari        | 37     | Transmissió      | 5           |       |
| Ret   | 25 | Charles Pic        | Marussia-Cosworth     | 35     | Transmissió      | 20          |       |
| Ret   | 23 | Narain Karthikeyan | HRT-Cosworth          | 22     | Rodes            | 23          |       |
| Ret   | 19 | Bruno Senna        | Williams-Renault      | 12     | Col·lisió        | 17          |       |
| Ret   | 7  | Michael Schumacher | Mercedes GP           | 12     | Col·lisió        | 8           |       |
| Font: |    |                    |                       |        |                  |             |       |

## Classificació del mundial després de la cursa
| Pos | Pilot            | Punts |
| --- | ---------------- | ----- |
| 1   | Sebastian Vettel | 61    |
| 2   | Fernando Alonso  | 61    |
| 3   | Lewis Hamilton   | 53    |
| 4   | Kimi Räikkönen   | 49    |
| 5   | Mark Webber      | 48    |

| Pos | Constructor           | Punts |
| --- | --------------------- | ----- |
| 1   | Red Bull-Renault      | 109   |
| 2   | McLaren-Mercedes      | 98    |
| 3   | Lotus F1 Team-Renault | 84    |
| 4   | Ferrari               | 63    |
| 5   | Mercedes GP           | 43    |

- Nota: Només s'inclouen els 5 primers de cada classificació. Per veure-la completa aneu a Temporada 2012 de Fórmula 1

## Altres
- Pole: Pastor Maldonado 1' 22. 285

- Volta ràpida: Romain Grosjean 1' 26. 250 (a la volta 53)